# ماكس ويبر (سياسي)
ماكس ويبر (الألمانية السويسرية الموحدة: Max Weber) هو صحفي وسياسي سويسري، ولد في 2 أغسطس 1897 في زيورخ في سويسرا، وتوفي في 2 ديسمبر 1974 في برن في سويسرا. نشط حزبياً في الحزب الاشتراكي الديمقراطي السويسري. وقد انتخب عضو المجلس الوطني السويسري وانتخب عضو المجلس الفيدرالي السويسري.

## وصلات خارجية
- ماكس ويبر على موقع مونزينجر (الألمانية)